# ريبيكا كامبل (أستاذة)
ريبيكا كامبل (بالإنجليزية: Rebecca Campbell)‏، هي أستاذة علم النفس في جامعة ولاية ميشيغان (مواليد 1969). وهي معروفة بأبحاثها المتعلقة بالاعتداء الجنسي والعنف ضد المرأة والأطفال. شاركت كامبل في أبحاث العدالة الجنائية بشأن التحقيق في قضايا الاغتصاب غير المختبرة في ديترويت، حيث تُركت أدلة الحمض النووي التي تم الحصول عليها من آلاف قضايا الاغتصاب في التخزين ولم يتم تحليلها.

## سيرة ذاتية
حصلت على العديد من الجوائز لعملها، جائزة المهنة المبكرة لرابطة علم النفس الأمريكية (APA) لمساهماتها المتميزة في علم النفس وجائزة المصلحة العامة (2008)، وجائزة وزارة الدفاع الأمريكية (2015). وحصلت كامبل على شهادة في علم النفس من جامعة إلينوي في أوربانا شامبين عام 1991. ثم انتقلت إلى كلية الدراسات العليا في جامعة ولاية ميشيغان، حيث حصلت على درجة الماجستير في علم النفس الإيكولوجي في عام 1993 ودرجة الدكتوراه في علم النفس الإيكولوجي في عام 1996. بعد تخرجها، انضمت إلى كلية علم النفس في جامعة ولاية ميشيغان.